# Pikker (журнал)
«Pikker» («Пиккер») — журнал сатиры и юмора существовавший в 1943—1991 годах в Эстонской ССР. Выходил в Таллине на эстонском языке.

## История
Начал выходить — № 1 (15 декабря 1943) — № 5 (30 августа 1944) — в годы Великой Отечественной войны, печатался в Москве и Ленинграде как сатирическое и юмористическое приложение к советской эстонской газете «Рахва Хяэль» и предназначался для распространения среди населения на Генерального округа, оккупированной немцами территории Эстонии, а также среди бойцов эстонских формирований Красной Армии. В 1945 году год выходил в Таллине, в результате Таллинской операции  перешедшем под контроль СССР.
В 1957 году издание журнала было возобновлено и продолжалось до 1991 года.
Журнал печатался на 12 страницах, с цветными иллюстрациями, тиражом 40—50 тысяч экземпляров.
После 1991 года были кратковременные попытки возродить журнал Владиславом Коржецом (1992—1995), затем Джорджем Паэтом (2000—2001), но они окончились безрезультатно.

## Главные редакторы
- 1943—1944 — Иоосеп Саат
- 1957—1963 — Харальд Тоомсалу
- 1963—1964 — Эдгар Сприит
- 1965—1972 — Райк Аарма
- 1973—1984 — Харри Лехисте
- 1984—1992 — Кайдо Лиива